# Гробник (Чавле)
45°22′ пн. ш. 14°28′ сх. д. / 45.36° пн. ш. 14.46° сх. д.
Гробник (хорв. Grobnik) — населений пункт у Хорватії, у Приморсько-Горанській жупанії у складі громади Чавле.

## Населення
Населення за даними перепису 2011 року становило 421 осіб.
Динаміка чисельності населення поселення:

## Клімат
Середня річна температура становить 12,50 °C, середня максимальна – 25,97 °C, а середня мінімальна – -0,50 °C. Середня річна кількість опадів – 1453 мм.
| Клімат поселення                              | Клімат поселення | Клімат поселення | Клімат поселення | Клімат поселення | Клімат поселення | Клімат поселення | Клімат поселення | Клімат поселення | Клімат поселення | Клімат поселення | Клімат поселення | Клімат поселення | Клімат поселення |
| Показник                                      | Січ.             | Лют.             | Бер.             | Квіт.            | Трав.            | Черв.            | Лип.             | Серп.            | Вер.             | Жовт.            | Лист.            | Груд.            |                  |
| Середній максимум, °C                         | 9,14             | 9,48             | 12,09            | 15,68            | 20,64            | 24,64            | 25,97            | 25,54            | 20,96            | 16,62            | 11,68            | 9,03             |                  |
| Середня температура, °C                       | 4,32             | 4,67             | 7,27             | 10,85            | 15,82            | 19,83            | 22,20            | 21,77            | 17,19            | 12,85            | 7,90             | 5,25             |                  |
| Середній мінімум, °C                          | −0,5             | −0,13            | 2,46             | 6,05             | 11,02            | 15,03            | 18,42            | 17,99            | 13,41            | 9,07             | 4,12             | 1,47             |                  |
| Норма опадів, мм                              | 114              | 95               | 105              | 110              | 96               | 117              | 77               | 102              | 138              | 175              | 178              | 146              |                  |
| Середньомісячна швидкість вітру, м/с          | 2.88             | 3.06             | 3.09             | 2.92             | 2.65             | 2.53             | 2.49             | 2.54             | 2.62             | 2.90             | 3.14             | 3.11             |                  |
| Середньомісячна сонячна радіація, кДж/м²·день | 4387             | 7222             | 10436            | 14850            | 19023            | 20552            | 21877            | 18616            | 13743            | 8941             | 4794             | 3676             |                  |
| --------------------------------------------- | ---------------- | ---------------- | ---------------- | ---------------- | ---------------- | ---------------- | ---------------- | ---------------- | ---------------- | ---------------- | ---------------- | ---------------- | ---------------- |
| Джерело:                                      |                  |                  |                  |                  |                  |                  |                  |                  |                  |                  |                  |                  |                  |